# Plymouth Duster
Der erste Plymouth Duster war eine Halbfließheckvariante des Modells Valiant, den Chrysler unter der Marke Plymouth von 1970 bis 1976 herstellte.
Der Duster trat gegen Fords kleineres Fließheckmodell Maverick an, der 1970 eingeführt wurde. Der Maverick ersetzte den Ford Falcon, der mit dem Plymouth Valiant konkurriert hatte. Den Maverick gab es als Viertürer, den Duster nicht. Der Duster entstand aus dem Wunsch der Plymouth-Designabteilung, das 1970 angesammelte Geld für die Überarbeitung des Valiant für etwas Prickelnderes als nur wieder einen neuen zwei- oder viertürigen Valiant zu benutzen. Unter kritischer Beobachtung der Geschäftsleitung schufen die Ingenieure und Designer von Plymouth ein eng an den Valiant angelehntes Stufenheckcoupé, das auf dem alten Chassis das gewünschte moderne Aussehen bot. Der Duster sollte auch die Lücke schließen, die der auf dem Valiant beruhende erste Barracuda hinterließ. Als das Pony Car Barracuda 1970 von der A- zur neuen E-Plattform wechselte, hinterließ er in der Modellpalette eine Lücke, die mit einem kompakten Sportwagen gefüllt werden musste. Der Duster füllte diese Lücke und trug damit auch zum Misserfolg des neuen Barracudas auf der E-Plattform bei.
Vom Duster gab es zahlreiche Varianten, die mal eher die Wirtschaftlichkeit betonten, dann wieder die Ladefähigkeit oder die Fahrleistungen. Dies führte zu Modellnamen wie Feather Duster, Gold Duster, Space Duster oder Duster Twister.

## 1970: Vorstellung
1970 enthüllte Plymouth das neue Modell, dem das 1969er Konzeptfahrzeug Duster I zugrunde lag. Vor der Spritzwand glich der Duster dem Valiant aufs Haar, aber der Rest des Wagens unterschied sich stark von der Limousine. Er hatte ein Halbfließheckdach und ein spezielles Heckabschlussblech mit doppelten horizontalen Rücklichtern. Nur im Modelljahr 1970 hatten die Wagen an den vorderen Kotflügeln über der Beschriftung „Duster“ einen kleinen „Valiant“-Schriftzug.
Den 1970er Duster gab es in zwei Ausführungen: den Duster Standard und den leistungsstärkeren Duster 340. Als Antrieb waren neben dem 3,2-Liter-Chrysler slant6 Reihensechszylinder und einer 3,7-Liter-Version des gleichen Motors zwei Chrysler LA-V8-Motoren mit 5,2 Liter und 5,6 Liter Hubraum erhältlich.
Ab der Mitte des Modelljahres gab es das Ausstattungspaket Gold Duster für das Standardmodell. Den Gold Duster gab es nur mit dem 3,7-Liter- oder dem 5,2-Liter-Motor. Außerdem hatte der Wagen „Gold Duster“-Schriftzüge, goldfarbene Seitenstreifen und andere Luxusausstattung. Insgesamt wurden in diesem Modelljahr 217.192 Duster verkauft, davon 24.817 Exemplare mit der großen 5,6-Liter-Maschine.

## 1971

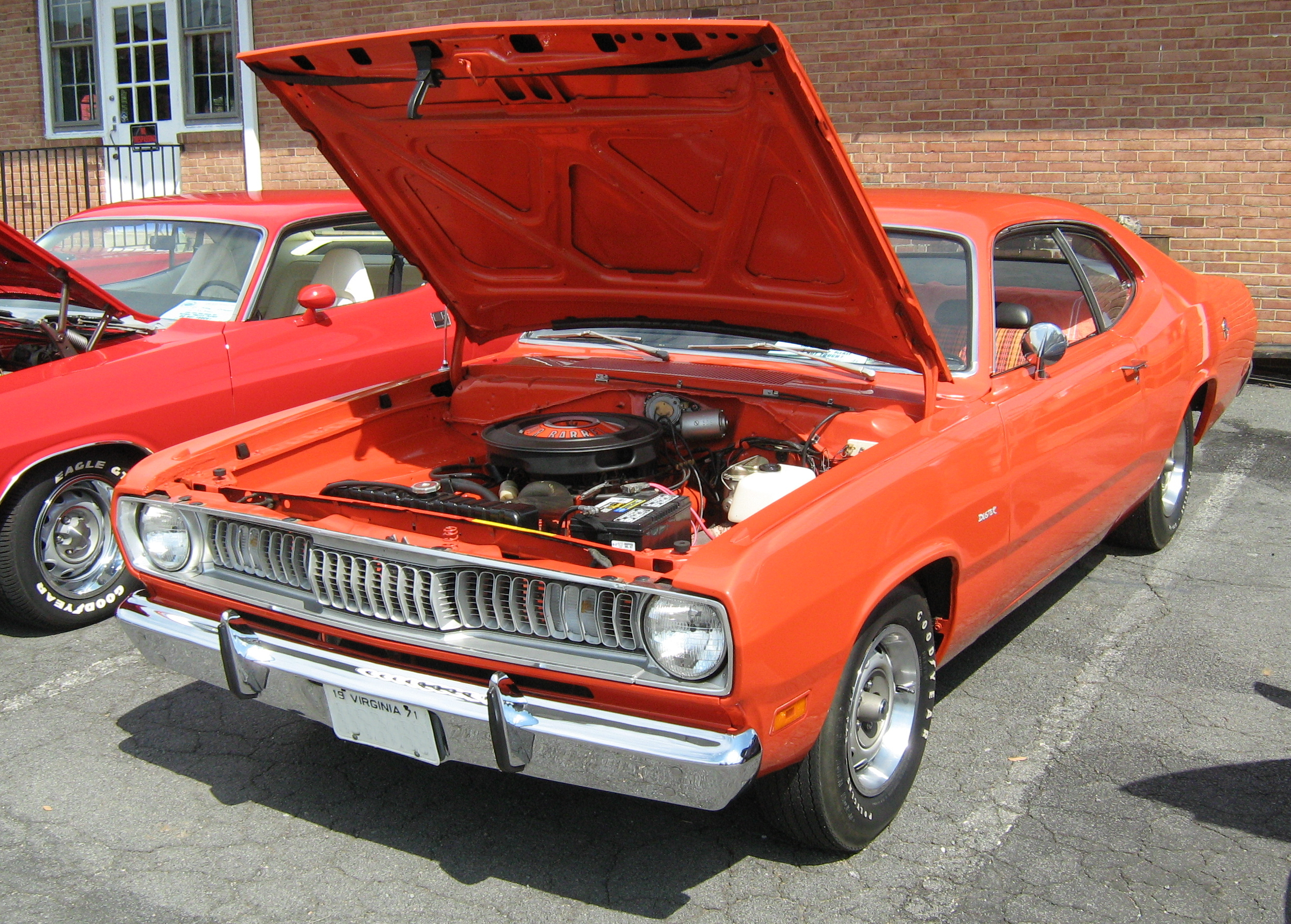
Plymouth Duster 1971

Der Duster war für Plymouth ein so großer Erfolg, dass Dodge 1971 eine eigene Version des Wagens unter dem Namen Demon produzierte. Im Gegenzug wurde von Plymouth, als Version des zweitürigen Hardtop-Coupé Dodge Dart Swinger, der Plymouth Scamp hergestellt.
1971 gab es am Duster nur kleine Veränderungen. Die „Valiant“-Schriftzüge und das „Plymouth“-Wappen am Kühlergrill verschwanden. Ein neues Ausstattungspaket namens Duster Twister wurde vorgestellt. Der Duster Twister zeigte das aggressive Erscheinungsbild des Duster 340, hatte aber nur versicherungsfreundliche Sechszylindermotoren oder maximal den kleinen V8 mit 5,2 Liter Hubraum. Zum Ausstattungspaket gehörten auch spezielle Seitenstreifen, die die Streifen des Duster 340 nachempfanden, eine mattschwarze Motorhaube und den besonders „gezahnten“ Kühlergrill des Duster 340. Dazu gab es auf Wunsch zwei funktionslose Hutzen auf der Motorhaube und einen Heckspoiler sowie Schalensitze und doppelte Auspuffrohre.

## 1972
Auch 1972 wurde der Duster nicht wesentlich verändert. Neue, stärker auftragende Seitenleuchten ersetzten die vorherigen in die Karosserie eingelassenen, die Rücklichter wurden leicht verändert und die Motorauslegungen den strengeren Emissionsvorschriften angepasst.

## 1973
Wie der Valiant bekam auch der 1973 Duster eine neue Motorhaube, einen neuen Kühlergrill und neue Rücklichter. Die vorhergehenden Modelle hatte doppelte Rücklichter auf jeder Seite; die neuen hatten nur noch ein Rücklichtgehäuse für jede Seite. Mitten in der ersten Ölkrise, 1974 war das beste Verkaufsjahr des Duster mit über 277.000 Einheiten.

## 1974
Plymouth ersetzte die 340er- durch eine 360er-Maschine (5,9 Liter Hubraum), die allerdings wegen der strengeren Abgasvorschriften eine geringere Leistung entwickelte.

## 1976
Im Jahr war der Feather Duster ein Konstruktionserfolg; er hatte viele Leichtbauteile, wie z. B. die Ansaugbrücke, die Stoßfängerhalter, Zierteile an Motorhaube und Heckdeckel, sowie das Gehäuse des manuellen Getriebes. Er hatte den 225er-Reihensechszylinder (3,7 Liter Hubraum), der auf Wirtschaftlichkeit getrimmt war, ein Auspuffsystem mit besonders geringem Gegendruck, eine lange Hinterachsübersetzung und es gab ihn entweder mit einer dreistufigen TorqueFlite-Automatik oder einem manuellen Vierganggetriebe mit Overdrive (Typ A833OD). Der Wagen hatte (zusammen mit dem baugleichen Dodge Dart Lite) bei weitem den geringsten Benzinverbrauch in seiner Klasse. Es gab auch eine Version namens Space Duster, der umlegbare Rücksitze hatte und einen großen Kofferraum mit 1350 Liter Inhalt. In diesem Jahr war der Duster 360 einer der wenigen Fahrzeuge auf dem Markt mit einem hohen Verhältnis von Motorgröße und Fahrzeuggewicht. 1976 wurde auch das Sondermodell Duster „Spirit of 76“ eingeführt, als Gegenstück zum Dodge Dart Hang Ten, mit Features wie rot-weiß-blauen Sitzen.
1976 war das letzte Baujahr des Duster.

## Wiederauferstehung des Namens Duster
Zuerst tauchte der Name Duster wieder für ein Ausstattungspaket des 1979er und 1980er Plymouth Volare Coupé auf, später dann am frontgetriebenen Plymouth Turismo der Baujahre 1985 bis 1987 und schließlich am Plymouth Sundance – Coupé und den Fließheckcoupés der Jahre 1992 bis 1994 mit Mitsubishi V6-Motor.

## Trivia
- Chrysler nutzte den alten Plymouth Duster in der 2000er-Werbekampagne für den Hemi-Motor.
- Das in der Sitcom Eine schrecklich nette Familie als „Dodge“ bezeichnete Familienauto ist tatsächlich ein Plymouth Duster.
- Ein Plymouth Duster (Baujahr 1973 oder 1974) taucht auch im Film Happy Gilmore auf, wo er von Adam Sandler gefahren wird.
- Fred O’Bannion (Ben Affleck) fährt einen 1973er oder 1974er Duster im Film Confusion – Sommer der Ausgeflippten.
- Todd Ianuzzi fährt einen 1973er Duster in Beavis and Butt-Head
- Die Band The Cars verwendet einen Duster 340 für das Cover ihres Albums Heartbeat City.
- Homer Simpson (Die Simpsons) fährt in einer Episode einen Duster, was man anhand der Rücklichter erkennen kann.
- Im Film Edward mit den Scherenhänden wird mehrmals ein gelber 73/74er Duster gefahren.
- In der Serie Two and a Half Men (S3E18) wird erwähnt, dass Alans Freundin Kandi einen 1981er Duster fährt.
- In der Serie Alf fährt Trevor Ochmonek, Nachbar der Familie Tanner, einen Duster.
- In Stephen Kings Roman Christine fährt Arnies Freund Dennis einen 1975er Plymouth Duster. Im Film wird ein 1968er Dodge Charger genutzt.
- Der Protagonist Beauregard „Bug“ Montage in S. A. Cosbys Roman Blacktop Wasteland fährt mit seinem Duster illegale Beschleunigungsrennen im ländlichen Virginia.